# Мангольд

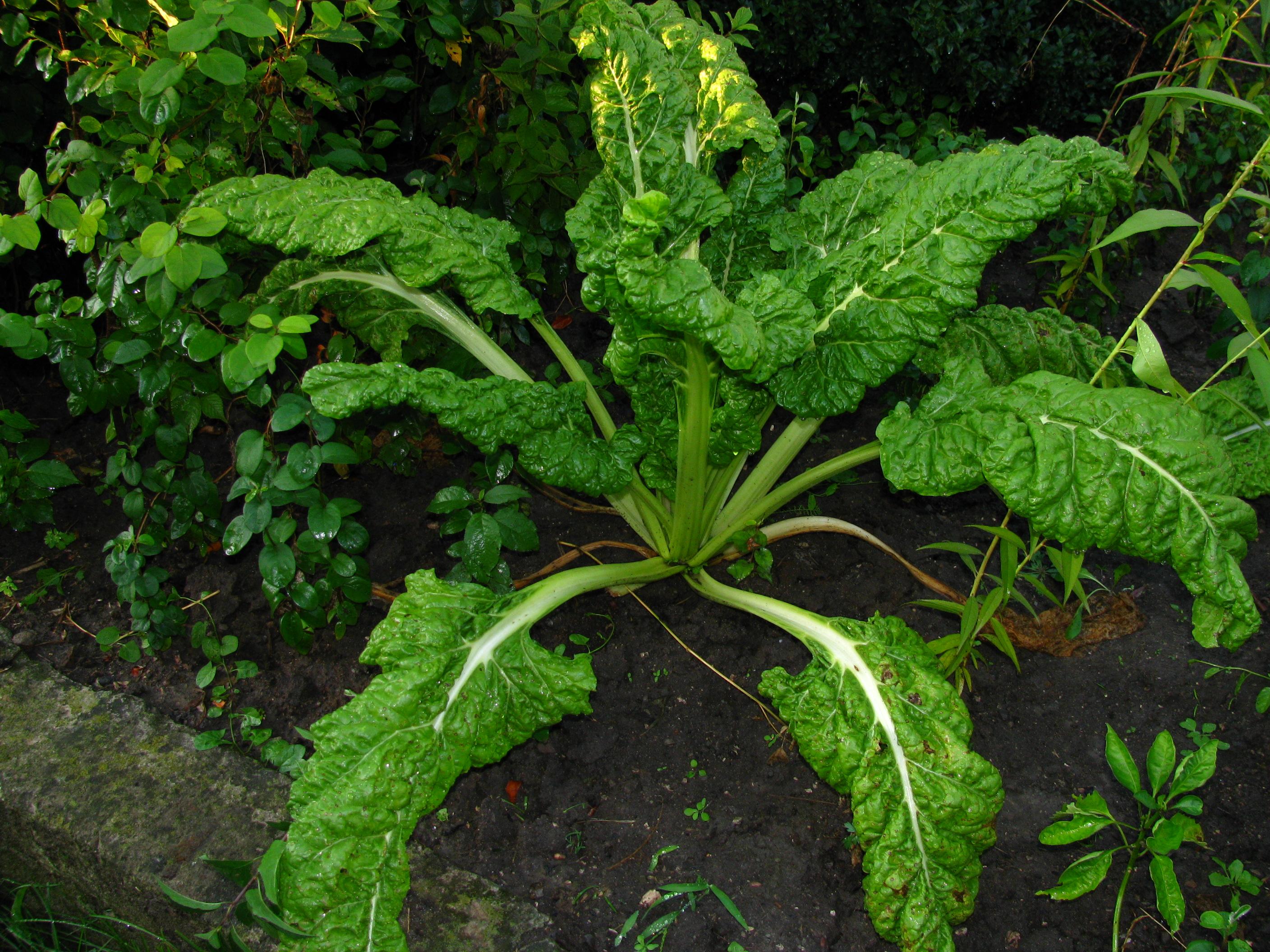
Мангольд на грядці

Мангольд або буряк листовий (лат. Beta vulgaris subsp. vulgaris var. vulgaris) — дволітня городня культура. Поширений у середніх та південних широтах Європи.
Листя мангольда має червоне, зелене чи жовте забарвлення, зумовлене наявністю пігментів класу беталаїнів. Черешки грубі, соковиті, листки великі. Має велику схожість до столового буряку, що зумовлено його спорідненістю з ним. Корінь має дерев'янистий, невеликий.
Буряк листовий був відомий древнім грекам і римлянам ще 400 років до нашої ери, які називали його «римською травою».
Буряк листовий — рання салатно-шпинатна рослина, яка замінює ранню капусту білоголову. Вирізняється високим вмістом каротину (до 6 мг%), аскорбінової кислоти (60 мг%), вітамінів B1, B2, D, PP. Листя багате на мінеральні речовини — залізо, калій, фосфор, літій.

## Хімічний склад
У надземній частині рослини містяться вітаміни C, B1, B2, PP, каротин; солі заліза, магнію, кальцію, фосфору, кобальту; пектинові речовини, клітковина; органічні кислоти, цукри і білки.

## Застосування
Продуктивна цінність рослини — це листки і черешки. Листки їдять сирими (в салатах) та відвареними, використовують для приготування голубців та перших страв. З листя готують борщі, супи, салати, вінегрети, холодники, бутерброди. Черешки відварюють у підсоленій воді і обсмажують з олією і сухарями; тушкують, маринують, засолюють (як цвітну капусту). Листя квасять окремо або разом з капустою.
Листки містять зовсім мало щавлевої кислоти, і мангольд корисніший цим від шпинату.
З мангольда можна приготувати салати:
- 300 г листя мангольда і 100 г ревеню дрібно порізати, змішати з 100 г зеленої цибулі, заправити посіченою редискою (гірчицею, крес-салатом) або 50 г тертого хрону, 3 ст. л. олії. Прикрасити скибочками вареного яйця і петрушкою.
- Черешки мангольда (200 г) нарізати шматками по 3—4 см, відварити, додати нарізані кубиками яблуко та варену морквину, приправити 2 ст. л. яблучного оцту, 3 ст. л. олії, розтертим жовтком, цукром і сіллю за смаком.

## Медичне значення
Мангольд позитивно впливає на діяльність серця, печінки, нирок, шлунка, лімфатичної системи, процеси кровотворення та росту, обмін речовин. Підвищується стійкість організму проти застуди у разі систематичного вживання мангольда.
Мангольд — на перших місцях серед рослин, рекомендованих фахівцями для лікування кишечнику і товстої кишки, лімфатичних залоз, нирок, щитоподібної залози, селезінки та підшлункової залози.

## Вирощування
Рослина серед усіх овочевих культур найменш вибаглива до умов вирощування. Завдяки довгому кореню легко переносить посушливий період, так само стійка до знижених температур, паростки не бояться приморозків.
Мангольд уже через 25—40 діб після появи паростків дає товарну продукцію, листки постійно поновлюються протягом літа та осені, добре перезимовують і наступного року напровесні вже можуть прислужитися як вітамінна зелень. Рослина славиться врожайністю: з одного квадратного метра можна одержати за сезон до 30 кг листя і до 10 кг черешків, тоді як урожайність шпинату — 5—6 кг. Мангольд не боїться хвороб та шкідників.
Буряк листовий — холодостійка і посухостійка рослина. Добре росте на родючому ґрунті. Вирощують її висівом насіння в ґрунт. Сіють листові форми в середині квітня з міжряддями 25—30, а черешкові — 45—60 см. Можна проводити повторний посів у липні. Норма висіву насіння становить 5 г на 1 м². Паростки проріджують, залишаючи рослини в рядку на відстані 8—10, а потім — 15—20 см. Листя прорваних рослин використовують у їжу.

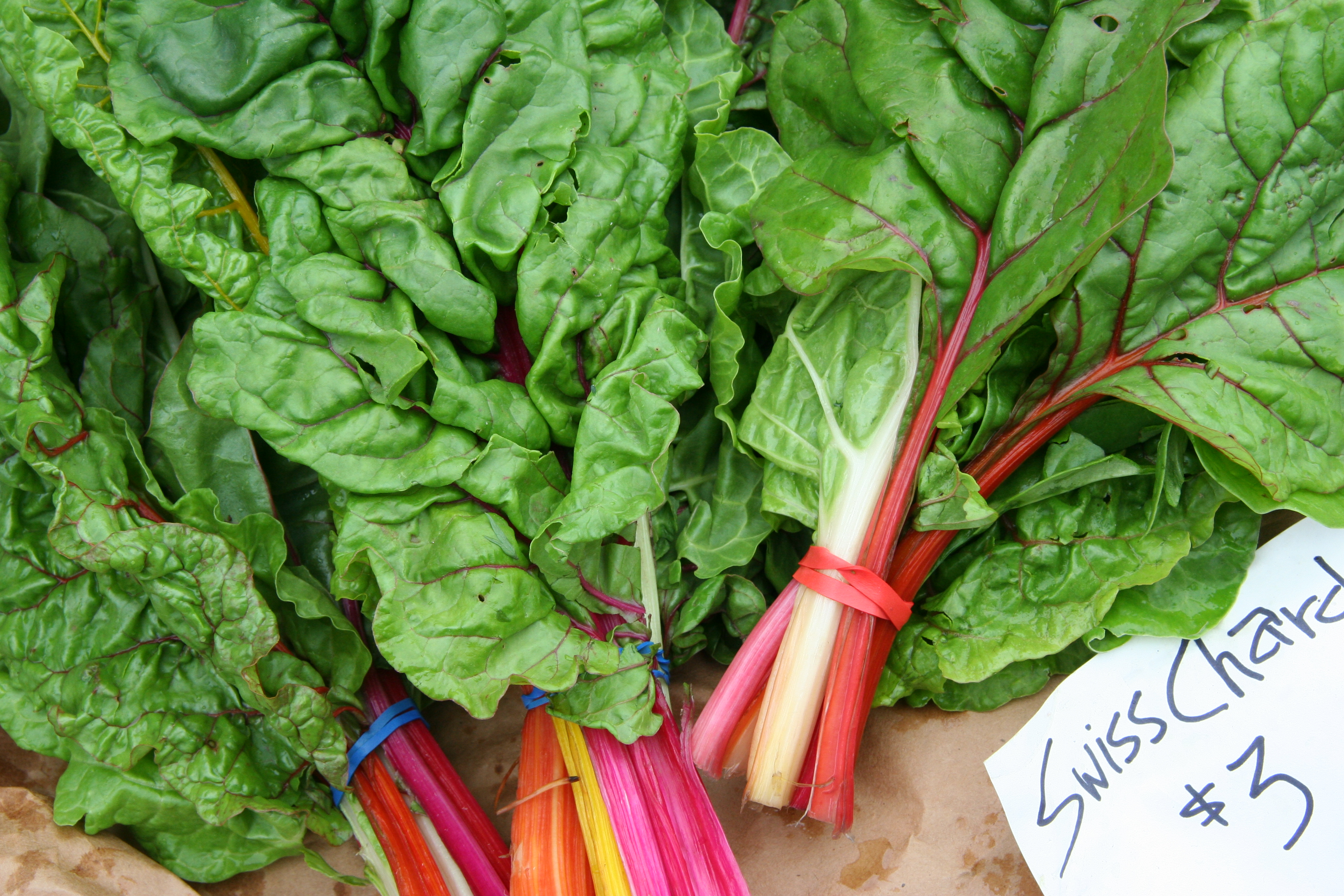
Мангольд у продажу на відкритому ринку

Збирають буряк листовий у кінці травня — на початку червня вибірково в декілька прийомів. Урожайність листя становить 2,0—3,5 кг з 1 м².
У зи́ми зі сніговим покривом коренеплоди зимують у ґрунті. У цьому випадку навесні вони рано відростають і дають ранню продукцію.
Викопані з осені, пересипані землею коренеплоди зберігають у траншеях або підвалах. При необхідності їх висаджують у теплиці для вигонки зелені взимку.
На насіння цілі коренеплоди висаджують навесні одночасно з коренеплідними рослинами за схемою 70×30 або 60×30 см. Догляд за рослинами полягає в розпушуванні міжрядь і знищенні бур'янів. Урожайність насіння становить 1,0—1,5 кг з 1 м².